# Theodor Fromme
Theodor Fromme (* 11. September 1908 in Lübeck; † 21. November 1959 ebenda) war ein deutscher Computerpionier und galt als Freund und später enger Mitarbeiter von Konrad Zuse. Auf ihn und van der Poel gehen die logischen Schaltungen des Z22 zurück.

## Leben
Fromme absolvierte die Gesellen- und Meisterprüfung als Augenoptiker. 1930 trat er als wissenschaftlicher Mitarbeiter in die Firma Carl Zeiss ein.
Ab 1935 studierte er Physik und Mathematik, zuerst in Jena und dann in Berlin.
Fromme wurde zur Wehrmacht eingezogen, wurde aber längere Zeit freigestellt, insbesondere auch, um als  Mitarbeiter in einem ballistischen Institut des Professors Schardin in Berlin wirken zu können. Als nach dem Zweiten Weltkrieg die ersten Nachrichten, Aufsätze und Fachbücher über elektronische Rechenautomaten aus den USA bekannt wurden, wandte er sein Interesse diesem neuen Gebiet zu und bestimmte damit seinen weiteren Berufsweg.
Im Jahre 1957 wurde er nach zuerst beratender Tätigkeit bei der Firma Zuse KG als fester Mitarbeiter angestellt. Fromme siedelte nach Bad Hersfeld über und wurde wissenschaftlicher Leiter der Firma. Der von ihm maßgeblich mitentwickelte Z22 wurde besonders beliebt bei Mathematikern, die auf dieser logisch vielseitigen Anlage die damals als „erstaunlichste Kunststücke“ bezeichnete Berechnungen, vollbringen können. Gerade diese außergewöhnliche Vielseitigkeit des Gerätes ist als ein besonderes Verdienst von Fromme anzusehen. Fromme entwickelte eine Beschreibung von Datenverarbeitungsprozessen, die er als Äquivalenzkalkül bezeichnete.